# (2722) Abalakin
(2722) Abalakin (1976 GM2; 1970 GO2; 1978 TS2) ist ein ungefähr 19 Kilometer großer Asteroid des äußeren Hauptgürtels, der am 1. April 1976 vom russischen (damals: Sowjetunion) Astronomen Nikolai Stepanowitsch Tschernych am Krim-Observatorium (Zweigstelle Nautschnyj) auf der Halbinsel Krim (IAU-Code 095) entdeckt wurde. Er gehört zur Themis-Familie, einer Gruppe von Asteroiden, die nach (24) Themis benannt ist.

## Benennung
(2722) Abalakin wurde nach dem russisch-sowjetischen Astronomen Wiktor Kusmitsch Abalakin (1930–2018) benannt, der Leiter für Ephemeriden am Institut für theoretische Astronomie, Herausgeber des Astronomitscheski Jeschegodnik sowie Präsident der vierten Kommission (Ephemeriden) der Internationalen Astronomischen Union von 1976 bis 1979 war.